# Elstercon

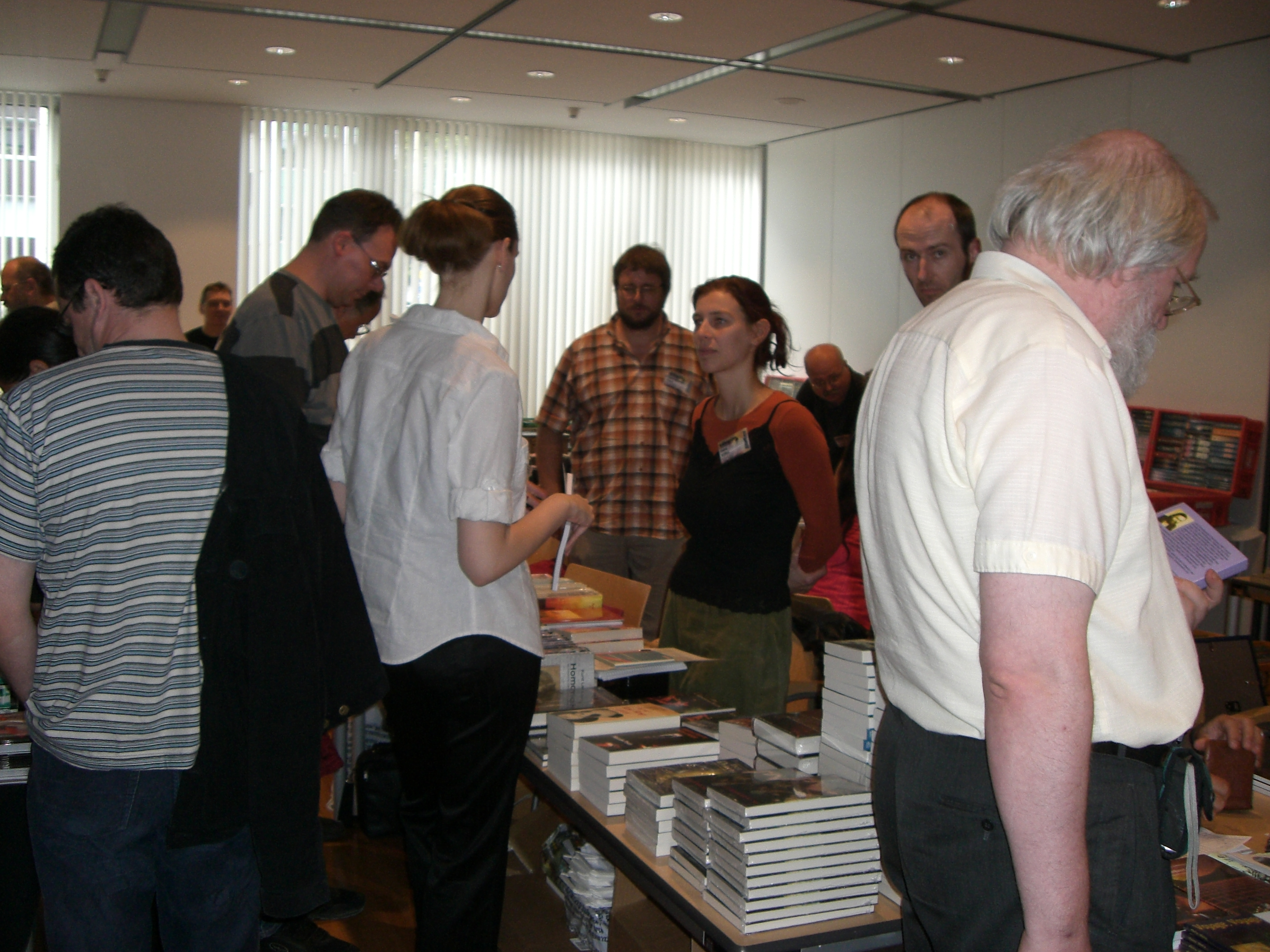
Buchmarkt auf dem Elstercon

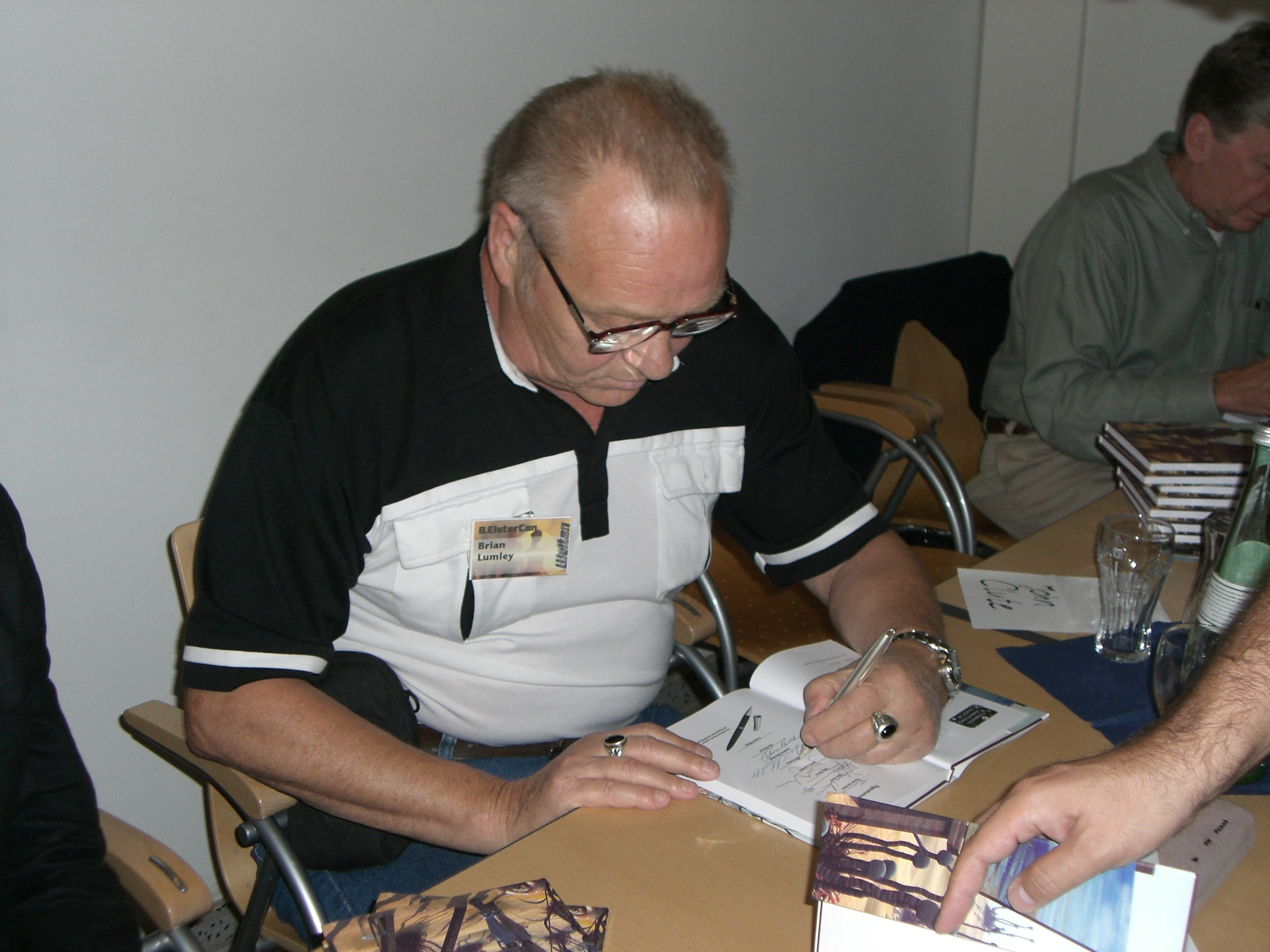
Autogrammstunde mit Brian Lumley

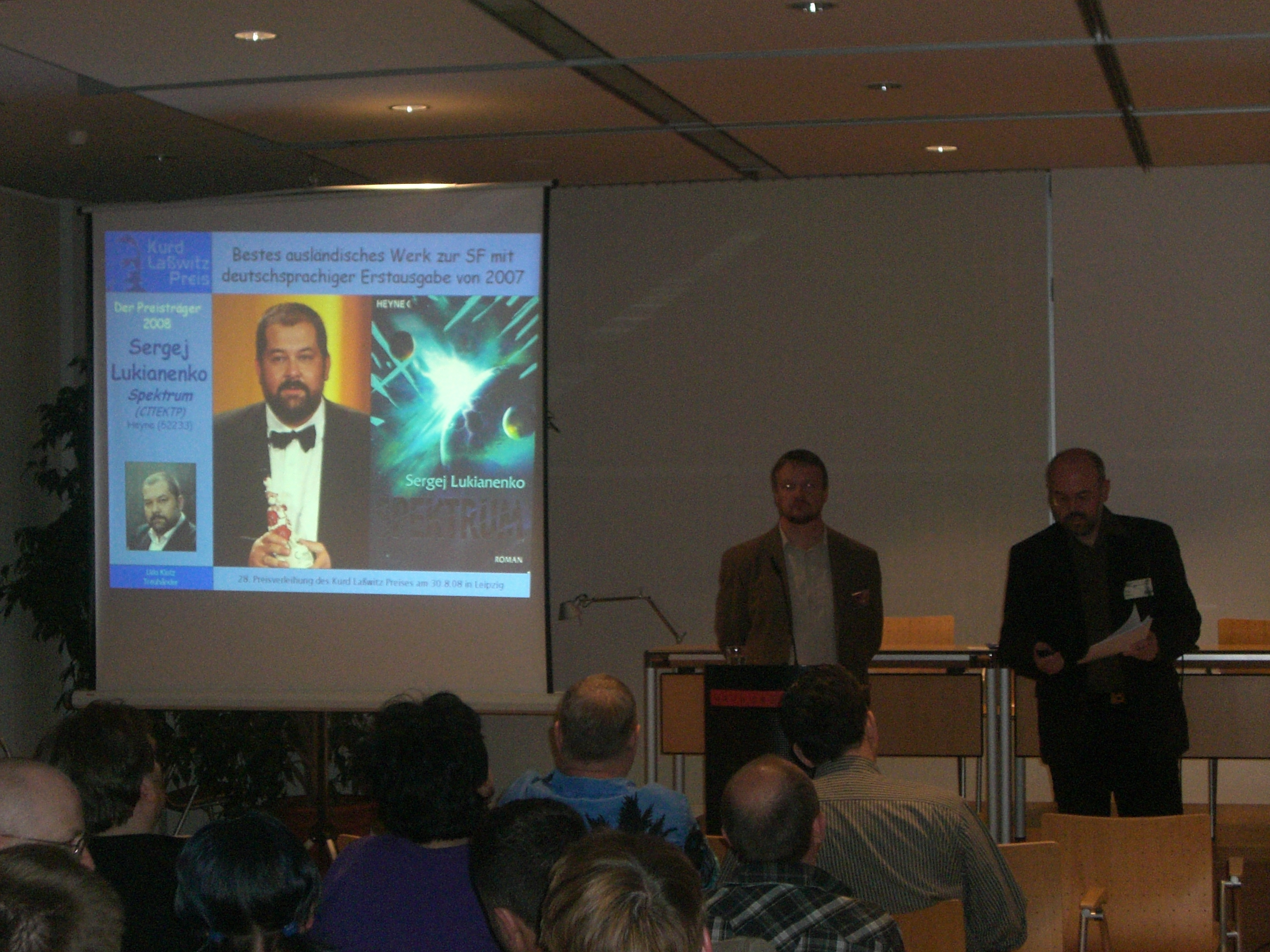
Verleihung des Kurd-Laßwitz-Preises

Der Elstercon ist ein Festival für fantastische Literatur. Er findet seit 1992 alle zwei Jahre in Leipzig statt. An jeweils drei Tagen werden Vorträge, Lesungen und Diskussionen zu den Gebieten Science-Fiction, Fantasy und Horror geboten. Daneben gibt es einen Buchmarkt und Stände von Verlagen.
Durch seine Kontinuität und seine hochkarätigen internationalen Autoren und Künstler entwickelte sich der Elstercon zu einer der wichtigsten Conventions rund um Science Fiction in Deutschland.
In den vergangenen Jahren waren unter anderem Tim Powers, Vernor Vinge, Norman Spinrad, Brian Lumley, Mary Doria Russell und John Howe zu Gast.
Zu den deutschsprachigen Teilnehmern zählen Andreas Eschbach, Wolfgang Jeschke, Erik Simon, Kai Meyer und Michael Marrak.
Regelmäßig ist der Elstercon Verleihungsort der beiden bedeutendsten Preise für Science-Fiction-Literatur, des Kurd-Laßwitz-Preises und des vom SFCD vergebenen Deutschen Science Fiction Preises.
Veranstalter des Elstercon ist der FKSFL – Freundeskreis Science Fiction Leipzig e.V., der 1985 gegründet wurde.

## Elstercon 2010
Der 10. Elstercon im September 2010 war Austragungsort der Jahresversammlung des SFCD, der Verleihung des Kurd-Laßwitz-Preises 2010 und des Deutschen Science Fiction Preises 2010.
Als Autoren waren unter anderem Greg Bear, Kristine Kathryn Rusch, Christian von Aster, Boris Koch, Thor Kunkel und Karlheinz Steinmüller zu Gast; außerdem die beiden Preisträger des Deutschen Science Fiction Preises 2010, Karsten Kruschel und Matthias Falke.

## Elstercon 2012
Der 11. Elstercon fand im Juni 2012 statt. Unter dem Motto „Wege durch Dampf und Rauch“ lag der Schwerpunkt des Festivals auf Steampunk und Military science fiction. Gäste waren unter anderem Peter F. Hamilton, Jack McDevitt, Myra Çakan, Uwe Post und Dirk van den Boom. Verliehen wurde der Kurd-Laßwitz-Preis.

## Elstercon 2014
Der 12. Elstercon fand im September 2014 statt, unter dem Motto „Tatort Zukunft“. Gäste waren unter anderem Philip Kerr, Lavie Tidhar, Ian Tregillis, Edward Lee, Miriam Pharo, Christian von Ditfurth, Karlheinz Steinmüller sowie der Künstler Jean-Marc Rochette. Verliehen wurde der Kurd-Laßwitz-Preis.

## Elstercon 2016
Der 13. Elstercon stand unter dem Motto „Der gläserne Mensch – Leben in der schönen neuen digitalen Welt“. Ehrengäste waren Daniel Suarez, Ian McDonald, Graham Masterton, Andreas Brandhorst, Dietmar Dath, Ju Honisch, Boris Koch, Karl Olsberg, Karlheinz Steinmüller, und Christian von Aster.

## Elstercon 2018
Der 14. Elstercon im September 2018 unter dem Motto „Ferne Welten“ war erneut Austragungsort der Jahresversammlung des SFCD, der Verleihung des Kurd-Laßwitz-Preises und des Deutschen Science Fiction Preises.
Ehrengäste waren Alastair Reynolds, Aliette de Bodard, Nicholas Sansbury Smith, Jana Heidersdorf, Kai Meyer, Prof. Manfred Nagl, Niklas Peinecke, Arnulf Meifert, Boris Koch, Dr. Karlheinz Steinmüller, Christian von Aster, Bernhard Hennen und Robert Corvus.

## Elstercon 2020
Der 15. Elstercon fand im September 2020 unter Corona-Bedingungen in etwas kleinerem Rahmen statt. Das Motto war „Fahrenheit 145  – Erde im Fieber“. Zu den Gästen gehörten Dietmar Dath, Dirk C. Fleck, Thore D. Hansen und Tom Hillenbrand. Verliehen wurde der Kurd-Laßwitz-Preis.

## Elstercon 2022
Leitmotiv des 16. Elstercon war „(N)IRGENDWO (N)IRGENDWANN  – Utopie und Humor“. Er fand im September 2022 statt. Zu den Ehrengästen gehörten Martha Wells, Leo Lukas, Ben Aaronovitch und Jasper Fforde. Traditionell verliehen wurde der Kurd-Laßwitz-Preis.

## Elstercon 2024
Der 17. Elstercon findet im September 2024 statt, unter dem Titel „Wahrheit auf der Flucht, Wirklichkeit in Gefahr?!“

## Begleitbücher
Zu jedem Elstercon erscheint eine Anthologie mit Biographien und Texten der anwesenden Autoren.
2008 wurde gemeinsam mit dem Projekte-Verlag zu einem Schreibwettbewerb aufgerufen. Die besten Geschichten wurden in dem Buch Projekt Mensch veröffentlicht.
2010 erschien neben dem Begleitbuch eine Chronik des veranstaltenden Vereins. Sie beschreibt auf 745 Seiten die Entwicklung des Fandoms in der DDR bis zu den ersten Elstercons Mitte der 1990er Jahre, mit vielen Fotos und Originaldokumenten.
- 1998: Zwischen Mars und Venus
- 2000: Von kommenden Schrecken
- 2002: Geschichten von Phönix und Sperling
- 2004: Stadt, wohin?
- 2006: Kunstwelten
- 2008: Projekt Mensch
- 2010: Woher? Wohin?
- 2012: Wege durch Dampf und Rauch
- 2014: Tatort Zukunft
- 2016: Der gläserne Mensch
- 2018: Ferne Welten
- 2020: Fahrenheit 145  – Erde im Fieber
- 2022: (N)IRGENDWO (N)IRGENDWANN  – Utopie und Humor
- 2024: Wahrheit auf der Flucht, Wirklichkeit in Gefahr?!